# الفبای اوکراینی
الفبای اوکراینی (اوکراینی: абе́тка، áзбука، алфа́ві́т، یا альфабе́т (املای ۱۹۲۸–۱۹۳۳ و پیش از ۱۹۳۳)، ت. «abétka, ázbuka, alfávít, یا alʹfabét») مجموعه‌ای از حروف است که برای نوشتن زبان اوکراینی به‌کار می‌رود. این الفبا یکی از چندین گونهٔ ملی خط سیریلیک به‌شمار می‌آید و ریشهٔ آن به خط سیریلیک برمی‌گردد که در سدهٔ نهم میلادی برای نخستین زبان ادبی اسلاوی، یعنی زبان اسلاوی کلیسایی باستان طراحی شد. در سدهٔ دهم میلادی، خط سیریلیک برای نوشتن اسلاوی شرقی باستان در روس کی‌یف به‌کار گرفته شد؛ زبانی که بعدها بلاروسی، روسی، روسینی و اوکراینی از آن پدید آمدند.
الفبای مدرن اوکراینی در مجموع ۳۳ حرف دارد: ۲۱ همخوان، ۱ نیم‌واکه، ۱۰ واکه و ۱ نشانهٔ کامی‌شدگی. گاهی آپاستروف (') نیز در نظر گرفته می‌شود که کاربرد آوایی دارد و در نوشتار الزامی است، اما به‌عنوان یک حرف مستقل در الفبا شمرده نمی‌شود.
در زبان اوکراینی، این الفبا «українська абетка» (آوانگاری: [ʊkrɐˈjinʲsʲkɐ ɐˈbɛtkɐ]; ترجمهٔ آوانگاری: ukrainska abetka) نام دارد، که از دو حرف نخست а (a) و б (b) گرفته شده است. همچنین با نام «алфавіт» (alfavit) و در گذشته با نام کهن‌تر «азбука» (azbuka) نیز شناخته می‌شود که برگرفته از نام‌های آکروفونیکِ حروف اولیه در الفبای سیریلیک آغازین یعنی азъ (az) و буки (buki) است.
متن‌های اوکراینی گاهی برای خوانندگان ناآشنا با سیریلیک یا در سامانه‌های آوانگاری، لاتین‌نویسی می‌شوند. روش‌های رایجی برای لاتین‌نویسی زبان اوکراینی وجود دارد که از جملهٔ آن‌ها استاندارد بین‌المللی ISO 9 برای تبدیل سیریلیک به لاتین است. همچنین در طول تاریخ چندین طرح برای ایجاد یک الفبای لاتین اوکراینی بومی ارائه شده‌اند، اما هیچ‌یک فراگیر نشده‌اند.

## الفبا
| جایگاه | ۱ | ۲ | ۳ | ۴ | ۵ | ۶ | ۷ | ۸ | ۹ | ۱۰ | ۱۱ | ۱۲ | ۱۳ | ۱۴ | ۱۵ | ۱۶ | ۱۷ | ۱۸ | ۱۹ | ۲۰ | ۲۱ | ۲۲ | ۲۳ | ۲۴ | ۲۵ | ۲۶ | ۲۷ | ۲۸ | ۲۹ | ۳۰ | ۳۱ | ۳۲ | ۳۳ |
| بزرگ   | А | Б | В | Г | Ґ | Д | Е | Є | Ж | З  | И  | І  | Ї  | Й  | К  | Л  | М  | Н  | О  | П  | Р  | С  | Т  | У  | Ф  | Х  | Ц  | Ч  | Ш  | Щ  | Ь  | Ю  | Я  |
| کوچک   | а | б | в | г | ґ | д | е | є | ж | з  | и  | і  | ї  | й  | к  | л  | м  | н  | о  | п  | р  | с  | т  | у  | ф  | х  | ц  | ч  | ш  | щ  | ь  | ю  | я  |

الفبای اوکراینی شامل ۳۳ حرف است که ۴۰ واج را بازنمایی می‌کنند. آپاستروف نیز در نگارش برخی واژگان به‌کار می‌رود، اما جزو حروف الفبا محسوب نمی‌شود. دستور خط اوکراینی بر اصل واج‌نویسی استوار است، به‌طوری‌که هر حرف معمولاً با یک واج مطابقت دارد. با این حال، در مواردی اصول معنایی، تاریخی یا صرفی نیز در نگارش رعایت می‌شوند. در الفبای اوکراینی، حرف «Ь» (نشانهٔ نرم) می‌تواند آخرین حرف الفبا نیز به‌شمار آید (این جایگاه رسمی آن از سال ۱۹۳۲ تا ۱۹۹۰ بود).
۲۱ حرف نمایندهٔ همخوان‌ها هستند (б, в, г, ґ, д, ж, з, к, л, м, н, п, р, с, т, ф, х, ц, ч, ш, щ)، ۱۰ حرف نمایندهٔ واکه‌ها هستند (а, е, є, и, і, ї, о, у, ю, я) و یک حرف نمایندهٔ نیم‌واکه است (й). نشانهٔ نرم (ь) که تنها پس از همخوان‌ها ظاهر می‌شود، نشان می‌دهد که همخوان پیشین نرم یا کامی‌شده است.
همچنین، همخوان لثوی‌ها هنگامی که پس از آن‌ها واکه‌های خاصی بیایند، کامی می‌شوند: д, з, л, н, р, с, т, ц و дз در صورتی‌که با واکه‌های «نرم» є, і, ю, я دنبال شوند، نرم تلفظ می‌شوند.
آپاستروف باعث خنثی‌شدن کامی‌شدگی در جاهایی می‌شود که بر اساس قواعد معمول دستور خط این ویژگی باید اعمال شود. همچنین، این علامت پس از همخوان‌های لبی در برخی واژگان ظاهر می‌شود، مانند ім'я به‌معنای «نام»، و در واژه‌های برگرفته از الفبای لاتین نیز حفظ می‌شود؛ مانند: Кот-д'Івуар (ساحل عاج) و О'Тул (O'Toole). در الفبای بلاروسی نیز آپاستروف به‌شیوه‌ای مشابه استفاده می‌شود، در حالی‌که در زبان روسی این کارکرد برعهدهٔ نشانه سخت (ъ) است؛ برای مقایسه، نگاه کنید به: об'єкт در اوکراینی و аб'ект در بلاروسی در برابر объект در روسی (به معنای «شیء»).
در الفبای اوکراینی، استثناهای دیگری نیز نسبت به اصل واج‌نویسی وجود دارد. برخی حروف دو واج را بازنمایی می‌کنند: щ /ʃt͡ʃ/، ї /ji/ یا /jɪ/، و є /jɛ/، ю /ju/، я /jɑ/ — زمانی‌که این حروف باعث کامی‌شدگی همخوان پیشین نشوند. دونگاره‌های дз و дж معمولاً برای نمایش آفریکات‌های منفرد /d͡z/ و /d͡ʒ/ به‌کار می‌روند. کامی‌شدگی همخوان‌ها پیش از حروف е، у، а با نوشتن حروف متناظر «نرم» آن‌ها یعنی є، ю، я نشان داده می‌شود. کامی‌شدگی نظری پیش از и نشان داده نمی‌شود، زیرا і درواقع معادل نرم‌شده یا کامی‌شدهٔ и است.
در مقایسه با دیگر الفباهای سیریلیک، الفبای مدرن اوکراینی بیشترین شباهت را با دیگر زبان‌های زبان‌های اسلاوی شرقی، مانند بلاروسی، روسی و روسینی دارد. این الفبا دو حرف اولیهٔ سیریلیک، یعنی ای ده‌دهی (سیریلیک) (i) و ایژه (и) را برای نمایش واج‌های مربوطهٔ /i/ و /ɪ/ حفظ کرده‌است، و همچنین دو شکل تاریخی اِ (е) و یه (є) را نیز در خود دارد.
از جمله حروف منحصربه‌فرد آن می‌توان به موارد زیر اشاره کرد:
- ґ (ґ)، که برای صدای انفجاری نرم‌کامی واک‌دار /ɡ/ به‌کار می‌رود، در حالی‌که در اوکراینی، حرف رایج г نمایانگر یک سایشی چاکنایی واک‌دار، یعنی /ɦ/ است.
- ї (ї)، که تلفظ آن /ji/ یا /jɪ/ است.

## تاریخچه

### الفبای سیریلیک آغازین
خط سیریلیک در امپراتوری نخست بلغارستان در سدهٔ دهم میلادی برای نگارش زبان مقدس زبان اسلاوی کلیسایی باستان پدید آمد. این خط به افتخار سنت سیریل نام‌گذاری شد؛ کسی که همراه با برادرش متودیوس الفبای پیشین، الفبای گلاگولیتی را برای زبان‌های اسلاوی خلق کرده بود. خط سیریلیک بر پایهٔ خط اونسیال یونانی ساخته شد و برای آواهایی که در زبان یونانی وجود نداشت، از حروف گلاگولیتی استفاده کرد — همچنین حروفی در آن وجود داشتند که تقریباً منحصراً برای واژگان یونانی یا ارزش عددی آن‌ها به‌کار می‌رفتند.
الفبای سیریلیک آغازین در پایان هزارهٔ اول میلادی همراه با مسیحیت و زبان اسلاوی کلیسایی باستان به روس کی‌یف رسید. این الفبا برای تطبیق با زبان گفتاری محلی یعنی اسلاوی شرقی باستان تغییر یافت و این فرایند به رشد زبان ادبی بومی در شرق اسلاو در کنار کاربرد نیایش‌نامه‌ای زبان اسلاوی کلیسایی انجامید. ساختار الفبا نیز با گذر زمان و همگام با تحولات زبانی دگرگون شد و سرانجام، لهجه‌های منطقه‌ای به زبان‌های مدرن اوکراینی، بلاروسی و روسی تبدیل شدند. زبان گفتاری اوکراینی پیوستگی تاریخی خود را حفظ کرده، اما زبان ادبی آن با دو گسست تاریخی مهم مواجه بوده‌است.
اصلاحات گوناگون در الفبا توسط زبان‌دانان اسلاوی کلیسایی، روتنی و روسی باعث شدند واژه‌های نوشتاری و گفتاری به‌تدریج از یکدیگر فاصله بگیرند. قواعد ریشه‌شناسی برگرفته از زبان یونانی و زبان‌های اسلاوی جنوبی، املا را پیچیده و دشوار ساختند.
ملتیی اسموتریتسکی با نگارش دستور زبان اسلاوی در سال ۱۶۱۹ تأثیر بسزایی بر کاربرد اسلاوی کلیسایی گذاشت و کاربرد حروف Я (ya)، Е (e) و Ґ (g) را تثبیت کرد. اصلاحات گوناگون در الفبای روسی نیز تأثیرگذار بودند، به‌ویژه خط غیرمذهبی پتر کبیر در سال ۱۷۰۸ (معروف به گراژدانکا). این خط الفبای جدیدی را برای کاربردهای غیرمذهبی ایجاد کرد و از شکل حروف لاتین برای تایپ استفاده نمود. در این نسخه، برخی حروف کهنه مانند Ѯ، Ѱ، Ѡ و Ѧ حذف شدند، اما پایهٔ ریشه‌شناختی الفبا را تقویت کردند. این رویکرد بر خط «ماکسی‌موویچیفکا» در گالیسیا، متعلق به سدهٔ نوزدهم و تدوین‌شده توسط میخایلو ماکسیموویچ، تأثیر گذاشت. این خط نیز در شکل اصلاح‌شده‌ای با نام «پانکویچیفکا» همچنان در نگارش زبان روسینی در روتنیای کارپاتی مورد استفاده قرار دارد.

### اصلاحات سدهٔ نوزدهم

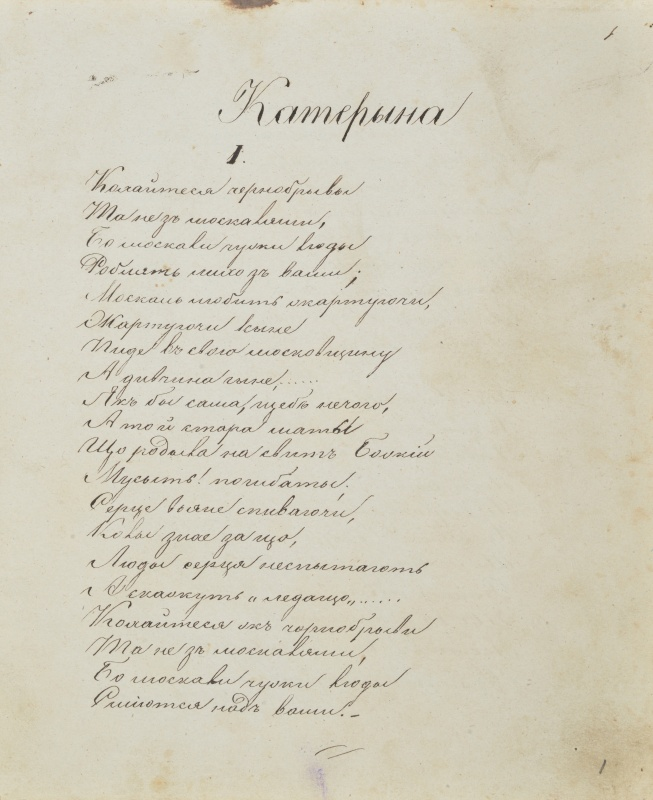
دستنوشتهٔ شعر «کاترینا»، ۱۸۳۹، تاراس شوچنکو، نوشته‌شده با املا یاریشکا

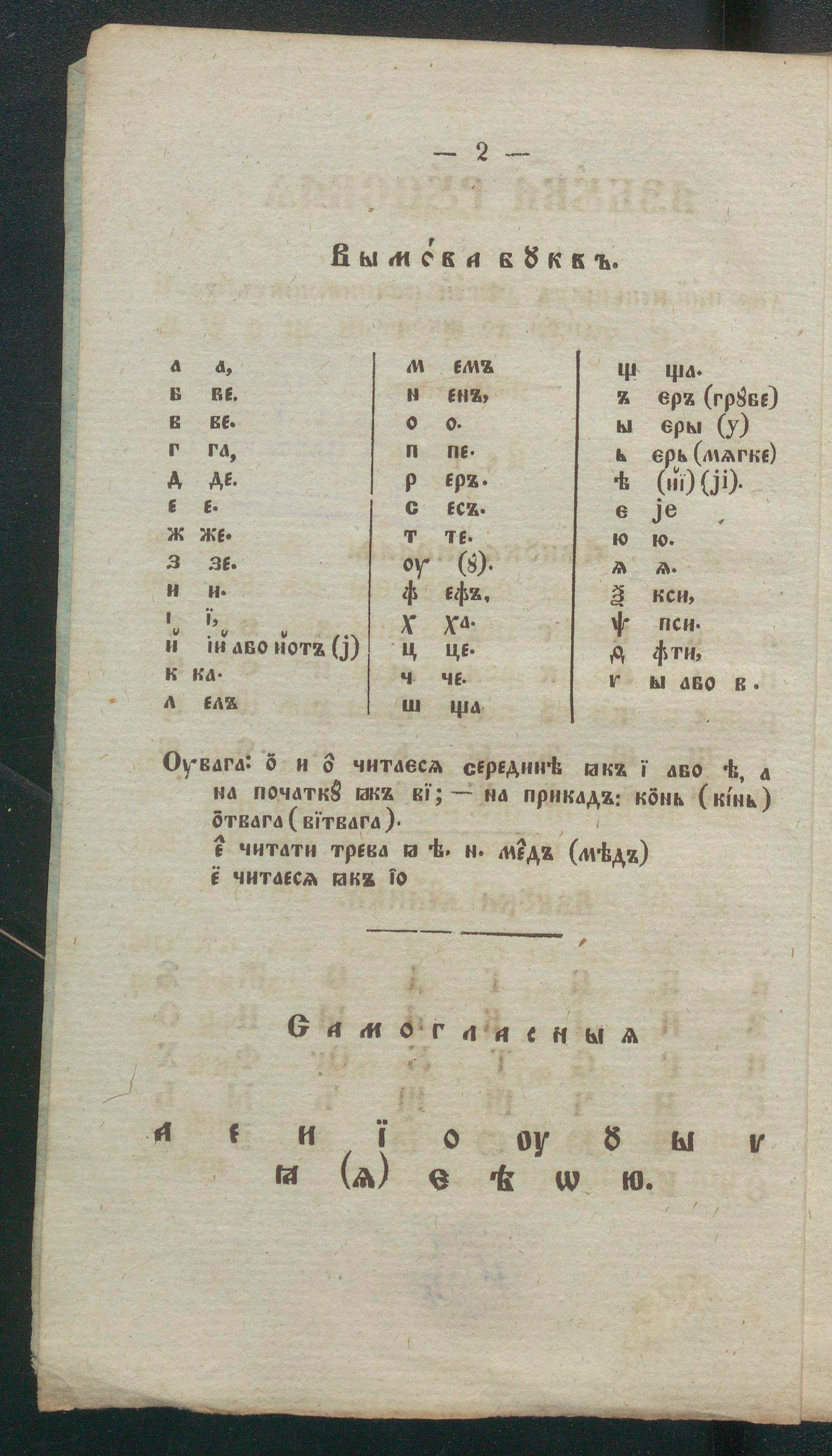
کتاب خواندن ابتدایی برای کودکان خردسال – یوسیف لویتسکی، ۱۸۴۹ – شامل حروف ѧ (ja)، ö (معادل ô در اسلواک)، ё (jo) و ѯ (ks)

در واکنش به الفباهای ریشه‌شناختی که یادگیری آن‌ها دشوار بود، در سدهٔ نوزدهم چندین اصلاح صورت گرفت تا املا برپایهٔ واج برای زبان اوکراینی معرفی شود. این اصلاحات از نمونهٔ الفبای سیریلیک صربستانی ووک کاراویچ الهام گرفته بودند. از جملهٔ این اصلاحات می‌توان به الفبای «کولیشیوکا» اثر پانتلایمون کولیش اشاره کرد که در کتاب او به نام یادداشت‌هایی دربارهٔ روس جنوبی (۱۸۵۷) و کتابچهٔ هراماتکا به‌کار رفت؛ همچنین الفبای دراگومانیوکا که در دههٔ ۱۸۷۰ توسط میخایلو دراگومانوف ترویج یافت؛ و سرانجام الفبای «ژلهخیوکا» نوشتهٔ یوگن ژلهخیوسکی (۱۸۸۶) که کاربرد حروف ї (yi) و ґ (g) را استاندارد کرد.
رونق فرهنگی اوکراینی در اواخر سدهٔ نوزدهم و اوایل سدهٔ بیستم موجب افزایش فعالیت‌های ادبی و علمی در هر دو منطقهٔ اوکراین دنیپری (که پیش‌تر بخشی از امپراتوری روسیه بود) و اوکراین غربی (گالیسیا تحت کنترل اتریش) شد. در گالیسیا، دولت محلی که تحت سلطهٔ لهستانی‌ها بود، تلاش کرد الفبای لاتین برای زبان اوکراینی را جایگزین کند، اما این اقدام نتیجهٔ معکوس داشت و باعث بروز جدال شدیدی موسوم به «جنگ الفباها» گردید که موضوع املا را به عرصهٔ عمومی کشاند. خط سیریلیک در این میان محبوبیت بیشتری داشت، اما جناح‌های محافظه‌کار فرهنگی اوکراینی (روتنی‌های قدیم و روس‌دوستان اوکراینی) با انتشاراتی که از املای «خالص» اوکراینی حمایت می‌کردند، مخالفت ورزیدند.
در اوکراین دنیپری، اصلاحات پیشنهادی با ممنوعیت‌های دوره‌ای در زمینهٔ چاپ و اجرای آثار به زبان اوکراینی روبه‌رو شدند. یکی از این ممنوعیت‌ها، فرمان بدنام ۱۸۷۶ موسوم به فرمان اِمس بود که استفاده از الفبای کولیشیوکا را ممنوع و املا و خط روسی را جایگزین آن کرد. این خط تحمیلی به نام یاریشکا شناخته می‌شد، که برگرفته از حرف یری (ы) در زبان روسی بود. الفبای کولیشیوکا در انتشارات اوکراینی مورد استفاده قرار گرفت، اما بار دیگر از سال ۱۹۱۴ تا پس از انقلاب فوریه ۱۹۱۷ ممنوع شد.
الفبای ژلهخیوکا در سال ۱۸۹۳ به‌طور رسمی در گالیسیا پذیرفته شد و پس از انقلاب نیز در بسیاری از انتشارات اوکراینی شرق کشور مورد استفاده قرار گرفت. جمهوری خلق اوکراین در سال‌های ۱۹۱۸ و ۱۹۱۹ نگارش‌های رسمی برای زبان اوکراینی تصویب کرد و انتشارات به زبان اوکراینی افزایش یافت و در دوران هتمنات به رهبری اسکوروپادسکی شکوفا شد. در دوران دولت بلشویکی اوکراین نیز نگارش‌های اوکراینی در سال‌های ۱۹۲۰ و ۱۹۲۱ تأیید شدند.

### نگارش یکنواخت
در سال ۱۹۲۵، جمهوری شوروی سوسیالیستی اوکراین کمیسیونی برای تنظیم دستور خط تشکیل داد. در دورهٔ اوکراینی‌سازی در اوکراینِ شوروی، کنفرانس بین‌المللی دستور خط از ۲۶ مه تا ۶ ژوئن ۱۹۲۷ در خارکوف برگزار شد. در این کنفرانس، دستور خط استاندارد اوکراینی و روشی برای لاتین‌نویسی واژگان بیگانه تصویب شد. این دستور خط که نوعی سازش میان پیشنهادهای گالیسیایی و شوروی بود، به «املای اوکراینی ۱۹۲۸» یا «اسکریپنیکیوکا» مشهور شد، برگرفته از نام میكولا اسکریپنیك، کمیسر آموزش اوکراین.
این نگارش در سال ۱۹۲۸ به‌طور رسمی توسط شورای کمیسرهای خلق تصویب شد و در سال ۱۹۲۹ نیز از سوی انجمن علمی شوچنکو در لویو مورد تأیید قرار گرفت و سپس از سوی جوامع اوکراینی دور از وطن نیز پذیرفته شد. اسکریپنیکیوکا نخستین دستور خط بومی اوکراینی بود که به‌طور همگانی به تصویب رسید.
با این‌حال، در سال ۱۹۳۰، دولت ژوزف استالین روند اوکراینی‌سازی را معکوس کرد؛ بخشی از این تغییر سیاست به این دلیل بود که مقاومت دهقانان در برابر اشتراکی‌سازی در اتحاد شوروی به ملی‌گرایان اوکراینی نسبت داده می‌شد. در سال ۱۹۳۳، اصلاحات نگارشی لغو شد و فرمان‌هایی صادر گردید که هدف آن‌ها نزدیک کردن تدریجی املا به زبان روسی بود. اسکریپنیک، که اصلاحاتش بی‌اعتبار شده و به «انحراف ملی‌گرایانه» متهم شده بود، دست به خودکشی زد تا از محاکمهٔ نمایشی، اعدام یا تبعید بگریزد. حرف اوکراینی ґ، و ترکیب‌های آوایی ль، льо، و ля از دستور خط حذف شدند و شکل‌های ریشه‌شناختی روسی دوباره وارد زبان شدند (برای نمونه، استفاده از -іа- به‌جای -я-). یک نسخهٔ رسمی از دستور خط در سال ۱۹۳۶ در کی‌یف منتشر شد و در سال‌های ۱۹۴۵ و ۱۹۶۰ بازبینی شد. این املا گاه با نام «پوستیوشیوکا» شناخته می‌شود، برگرفته از نام پاول پوستیوشیف، نمایندهٔ استالین که مسئول توقف اوکراینی‌سازی بود.
در همین مدت، دستور خط «اسکریپنیکیوکا» همچنان در میان اوکراینی‌های گالیسیا و دیاسپورای اوکراینی در سراسر جهان مورد استفاده قرار گرفت.
در دورهٔ پرسترویکا در اتحاد شوروی، کمیسیون جدیدی برای دستور خط اوکراینی در سال ۱۹۸۶ تشکیل شد. نسخهٔ اصلاح‌شده‌ای از دستور خط در سال ۱۹۹۰ منتشر گردید که در آن، حرف ґ (ge) دوباره وارد الفبا شد. همچنین ترتیب حروف الفبا بازبینی شد و علامت نرم ь از انتهای الفبا به جایگاهی پیش از حرف ю منتقل شد. این تغییر به مرتب‌سازی یکسان متون اوکراینی و بلاروسی کمک می‌کرد و بر پایهٔ پیشنهاد ال. م. ایواننکو از مؤسسهٔ سایبرنتیک گلوشکوف انجام شد.
در ۲۱ مه ۲۰۱۹، هیات وزیران اوکراین نسخهٔ جدید دستور خط را که توسط کمیسیون ملی املای اوکراینی تهیه شده بود، تصویب کرد. این نسخهٔ جدید برخی ویژگی‌های املای اوکراینی ۱۹۲۸ را که بخشی از سنت نگارشی اوکراینی بودند، احیا کرد. هم‌زمان، این کمیسیون با این درک پیش رفت که شیوه‌های زبانی رایج میان اوکراینی‌ها در نیمهٔ دوم سدهٔ بیستم و آغاز سدهٔ بیست‌ویکم، خود به بخشی از سنت نگارشی زبان اوکراینی تبدیل شده‌اند.